# Луций Калпурний Бестия (трибун)
Луций Калпурний Бестия (на латински: Lucius Calpurnius Bestia) e политик на Римската република през втората половина на 1 век пр.н.е. Произлиза от фамилията Калпурнии, клон Бестия. Вероятно е внук на Луций Калпурний Бестия (консул 111 пр.н.е.).
През 63 пр.н.е. той участва в Катилинския заговор. През 62 пр.н.е. е народен трибун, през 59 пр.н.е. е едил, а през 57 пр.н.е. е претор. През 43 пр.н.е. придружава Марк Антоний в Мутина.